# Blank Peaks
Blank Peaks är en bergstopp i Antarktis. Den ligger i Östantarktis. Australien gör anspråk på området. Toppen på Blank Peaks är 1 302 meter över havet, eller 142 meter över den omgivande terrängen. Bredden vid basen är 2,3 km.
Terrängen runt Blank Peaks är varierad. Trakten är obefolkad. Det finns inga samhällen i närheten.